# 德國與第二次世界大戰
《德國與第二次世界大戰》（德語：Das Deutsche Reich und der Zweite Weltkrieg）是一部由德國軍事歷史研究所於1979年至2008年出版、共計12,000頁、全系列13卷的著作，為現代聯邦德國對第二次世界大戰的官方戰史，編撰時間長達30年，也被視作德國史上最大規模的研究工程。

## 編撰史
本作的編撰工程可追溯自1952年聯邦國防軍成立時，當時的布蘭克辦公室（國防部前身）即有意在軍中建立戰史研究中心。1957年1月1日，軍事歷史研究所正式於巴登-符腾堡弗赖堡成立，該機構初期出版了數部個人研究與著作，但至1950年代其定位已轉為研究二戰的軍事歷史，並「給後代留下一部總體史，以儘可能客觀的圖景來描述這個時代的進程和聯繫」:190。戰後大量的德國檔案被送至英國與美國，直到1960年代初才陸續歸還，使德國官方才具備以其研究、編撰一部完整德國戰史著作的可能性。同一時間，東德官方也對外宣稱將編撰一部類似著作，這使得西德政府有了時間上的壓力，因此在軍事歷史研究所首任所長漢斯·梅爾-威爾克上校帶領下，於1962年成立「第二次世界大戰歷史工作委員會」（Arbeitsausschuß Geschichte des Zweiten Weltkrieges），開始了對二戰全史的編撰工作進行初步構想。
此前德國即有出版官方戰史的例子，如國家檔案館出版的第一次世界大戰系列著作，但這些作品僅著眼於純軍事議題，忽略經濟、政治、社會和意識型態等觀點，並不符合現代軍事史的標準，因此新著不能以其為參考。德方考察英美總參謀部，認為其系統並不合適，而蘇聯作品則因意識形態考量而被禁止。1963年，委員會得出結論，研究方向應「審視與敘述軍隊在整場戰爭的所有方面」，整體研究工作延宕多年，一直到1970年代初才實際展開:193-197。

## 寫作特色與權威性
軍事歷史學家罗尔夫-迪特·穆勒評論本作深受法學家兼歷史學家曼曼弗雷德·梅塞施密特的影響，後者曾於1970年至1988年任軍事歷史研究所高級研究員，在任期間歷多屆所長、擁有政治上非常強勢的地位，使得文職人員擁有在相關研究中有著更大的寫作自由:309。本作的編撰工作曾歷經幾度爭執而多次推延，如時任研究所所長奥特玛·哈克尔曾以寫作風格過於「社會主義」而推延了首冊的出版，直到1979年才問世:313。該系列最具爭議者為第4冊《進攻蘇聯》（Der Angriff auf die Sowjetunion），其中有大量「預防性戰爭說」（指納粹德國進攻蘇聯為一場預防性戰爭的說法）內容，顯示參與編撰的軍史研究員的觀點。此外，本作還有大量「國防軍無罪論」的內容，同樣極富爭議:317。美國軍事歷史學家羅伯特·M·奇蒂諾則對本作提出很高的評價：「給這套書加上『官修戰史』的標籤並不公平，因為這個字眼通常暗示著各種詭辯、對爭議性話題的諱莫如深和對個人與機構名譽的刻意維護。這套德國官方歷史是德國一些最著名學者的集體創作結晶，而且極少使用春秋筆法。是一部廣義的戰爭史（Kriegsgeschichte），涉及讀者所能想像的最全面的話題，從潛艇戰的戰術細節到蘇聯錳產量的精確計算無所不包。此外它還是一部傑出的作戰行動史。它應該得到更廣泛的流傳與閱讀。:xvi」

## 各冊總覽
- 第1冊：《德國戰爭政策的起因和需求》
  - . Deutsche Verlags-Anstalt. 1979. ISBN 978-3-421-01934-9 （德语）.
  - . Clarendon Press. 1990. ISBN 978-0-19-822866-0 （英语）.
- 第2冊：《歐洲大陸霸權的建立》
  - . Deutsche Verlags-Anstalt. 1979. ISBN 978-3-421-01934-9 （德语）.
  - . Clarendon Press. 1991. ISBN 978-0-19-822885-1 （英语）.
- 第3冊：《地中海和東南歐–從義大利的「不參戰」到美國的參戰》
  - . Deutsche Verlags-Anstalt. 1984. ISBN 978-3-421-06097-6 （德语）.
  - . Clarendon Press. 1990. ISBN 978-0-19-822884-4 （英语）.
- 第4冊：《進攻蘇聯》
  - . DVA Dt.Verlags-Anstalt. 1983. ISBN 978-3-421-06098-3 （德语）.
  - . Clarendon Press. 1998-11-19. ISBN 978-0-19-822886-8 （英语）.
- 第5冊（上）：《德國勢力範圍的組織和動員 第1部分:1939—1941年間的戰爭行政管理、經濟和人力資源》
  - . Deutsche Verlags-Anstalt. 1988. ISBN 978-3-421-06232-1 （德语）.
  - . Clarendon Press. 1990 （英语）.
- 第5冊（下）：《德國勢力範圍的組織和動員 第1部分:1942—1944/45年間的戰爭行政管理、經濟和人力資源》
  - . Dt. Verlag-Anst. 1990. ISBN 978-3-421-06499-8 （德语）.
  - . Clarendon Press. 2003. ISBN 978-0-19-820873-0 （英语）.
- 第6冊：《全球戰爭–世界大戰的擴張和1941年到1943年的戰爭主動權的變化》
  - . Deutsche Verlags-Anstalt. 1990. ISBN 978-3-421-06233-8 （德语）.
  - . OUP Oxford. 2001-09-13. ISBN 978-0-19-160684-7 （英语）.
- 第7冊：《防守中的德國–1943年-1944/45年歐洲的戰略空戰、西線和東亞的戰爭》
  - . Deutsche Verlags-Anstalt. 2001. ISBN 978-3-421-05507-1 （德语）.
  - . Clarendon Press. 2006 （英语）.
- 第8冊：《1943/44年的東線戰役–在東線和次要戰線的戰爭》
  - . Deutsche Verlags-Anstalt. 2007. ISBN 978-3-421-06235-2 （德语）.
  - . OUP Oxford. 2017-03-01. ISBN 978-0-19-103514-2 （英语）.
- 第9冊（上）：《1939-1945年的德國戰時社會：政治化、破壞、生存》
  - . Deutsche Verlags-Anstalt. 2004. ISBN 978-3-421-06236-9 （德语）.
  - . Oxford University Press. 2008 （英语）.
- 第9冊（下）：《1939-1945年的德國戰時社會：剝削、解讀、排斥》
  - . Deutsche Verlags-Anstalt. 2005. ISBN 978-3-421-06528-5 （德语）.
  - . Clarendon Press. 2008 （英语）.
- 第10冊（上）：《1945年德國的崩潰和二戰帶來的後果：1.國防軍軍事上的潰敗》
  - . Deutsche Verlags-Anstalt. 2008. ISBN 978-3-421-06237-6 （德语）.
  - 未出版英譯本
- 第10冊（下）：《1945年德國的崩潰和二戰帶來的後果：2.國防軍的解散和戰爭的影響》
  - . Deutsche Verlags-Anstalt. 2008 （德语）.
  - 未出版英譯本

## 資料來源
1. ↑  Bönisch, Georg; Wiegrefe, Klaus. . Der Spiegel. 2008, 15: 50–53  [2021-08-11]. （原始内容存档于2020-09-02） （德语）.
2. ↑  Hürter, Johannes. . Frankfurter Allgemeine Zeitung. 2007-05-22, 117: 11  [2021-08-11]. （原始内容存档于2021-08-11） （德语）.
3. ↑  Henke, Klaus-Dietmar. . Frankfurter Allgemeine Zeitung. 2008-09-05, 208  [2021-08-11]. （原始内容存档于2021-08-11） （德语）.
4. 1 2  Klein, Friedhelm. . Herford, Berlin （德语）.
5. ↑  Schreiber, Gerhard; Wegner, Bernd (编). . München. 1995: 299 （德语）.
6. 1 2 3  Müller, Rolf-Dieter. . Zeitschrift für Geschichtswwissenschaft 56. 2008, (4): 301–326 （德语）.
7. ↑  罗伯特·M·奇蒂诺. . 胡毅秉 翻譯. 北京: 台海出版社. 2019-05. ISBN 9787516823248 （中文）.